# Борислав Йорданов
Борислав Йорданов е един от първите български олимпийци, участвали на зимни олимпийски игри.

## Биография
Роден е на 7 декември 1908 година. Участва в единствената дисциплина от алпийските ски – комбинация (спускане и слалом в два манша) в дебюта на спорта на четвъртите зимни олимпийски игри, провели се в Гармиш-Партенкирхен през 1936 година. Завършва спускането 30-и от 66 участници, а след първия манш на слалома е 42-ри, но не завършва състезанието. 
Йорданов е водещият състезател сред тримата алпийски скиори и като 27-годишен най-възрастният от тях.  Впоследствие Борислав Йорданов става основател на Националната спортна академия и ръководител на катедра „Теория на телесното възпитание“. Член е на Българския олимпийски комитет. 

## Памет
На Борислав Йорданов е наречена улица в жилищен комплекс „Малинова долина“ в София (Карта).